# Brave Story (ścieżka dźwiękowa)
Brave Story – ścieżka dźwiękowa do japońskiego filmu anime Brave Story wydany, podobnie jak film, w 2006. Muzykę filmową zawartą na albumie skomponował brytyjski muzyk Ben Watkins, członek grupy muzycznej Juno Reactor. 
Płyta składa się z utworów łączących muzykę elektroniczną z poważną. Nagrano ją wraz z 80-osobową orkiestrą oraz z 40-osobowym chórem w Sali Koncertowej Słowackiego Radia w Bratysławie oraz w Ridge Farm 5.1 Studios w Surrey (Wielka Brytania). Produkcja miała miejsce w Ridge Farm 5.1 Studios oraz w Sony Music Studios w Tokio.

## Lista utworów[2]
1. Mitsuru Theme (0:15)
2. Main Door (0:48)
3. Mitsuru Theme 2 (0:35)
4. Vision Door (2:15)
5. Chamber Of Four Guardians (3:22)
6. Bond Between Mother And Child (2:11)
7. To School (0:31)
8. Barbarrone Incantation (0:48)
9. Kee Keema (1:27)
10. Hare And Heather Part 1 (1:21)
11. Hare And Heather Part 2 (2:46)
12. Aerial Ballet (0:50)
13. Highlander (0:47)
14. Break Out Of Prison (0:43)
15. Demon Of Subterranean Lake (1:53)
16. To The City Of Ice (2:33)
17. True Intentions (4:35)
18. Sound Of Approaching War (0:30)
19. Highlander Battle (1:16)
20. Juno Waltz (1:37)
21. A Wish For Each Other (1:58)
22. Fire Dragons (1:16)
23. Solebria (3:48)
24. Mitsuru's Recollection (1:26)
25. Archibald McDonald Of Keppoch (1:03)
26. Demons Versus Dragons (0:48)
27. Cry Of The Heart (1:32)
28. Because He Is A Friend (3:01)
29. Sweet Whisper (4:47)
30. Vision (5:12)
31. The Star Of County Down (2:12)